# Friedrich Ramsler
Friedrich Ramsler (* vermutlich 1588 in Tübingen; † nach 1621 in Urach) war ein württembergischer Maler. Er war ein Sohn des Malers Anton Ramsler und ein jüngerer Bruder von Jacob Ramsler.

## Leben
Friedrich Ramsler war ein Sohn des Tübinger Malers Anton Ramsler und dessen Frau Sibilla geb. Brentel. Nach der Ausbildung bei seinem Vater ließ er sich in Urach nieder, wo er ein armes Leben führte. Von ihm ist nur bekannt, dass er 1619 die St.-Albans-Kirche in Laichingen ausmalte. Für die Ausmalung dieser Kirche setzte sich der Spezial von Blaubeuren ein, weil er auf diese Weise die Konkurrenz der nahen katholischen, prächtig ausgemalten Kirche in Wiesensteig ausgleichen wollte. Diese Malereien sind nicht erhalten.
Auch ein Sohn Friedrichs Anton Ramsler II. (* um 1610; † kurz nach 1630) war ein Maler. Er arbeitete bei dem Reutlinger Maler Bartlin Wagner und verkaufte dessen „ärgerliche Gemälde“ in Stuttgart.